# Meng Chen
Pour les articles homonymes, voir Meng.
Meng Chen (chinois : 孟辰) est un joueur de xiangqi chinois né le 27 décembre 1988 à Anshan, champion du monde en 2023.

## Biographie et carrière
En 2023, Meng Chen finit deuxième du championnat de Chine, se qualifie pour le championnat du monde 2023 et obtient le titre de grand maître du xiangqi.
Il remporte le championnat du monde de xiangqi en novembre 2023 à Houston au Texas en battant le Vietnamien Lại Lý Huynh en départage.
Le 12 janvier 2025, il est suspendu par la fédération chinoise de xiangqi pour avoir participé à des ventes de matchs de xiangqi.